# Akt pokuty

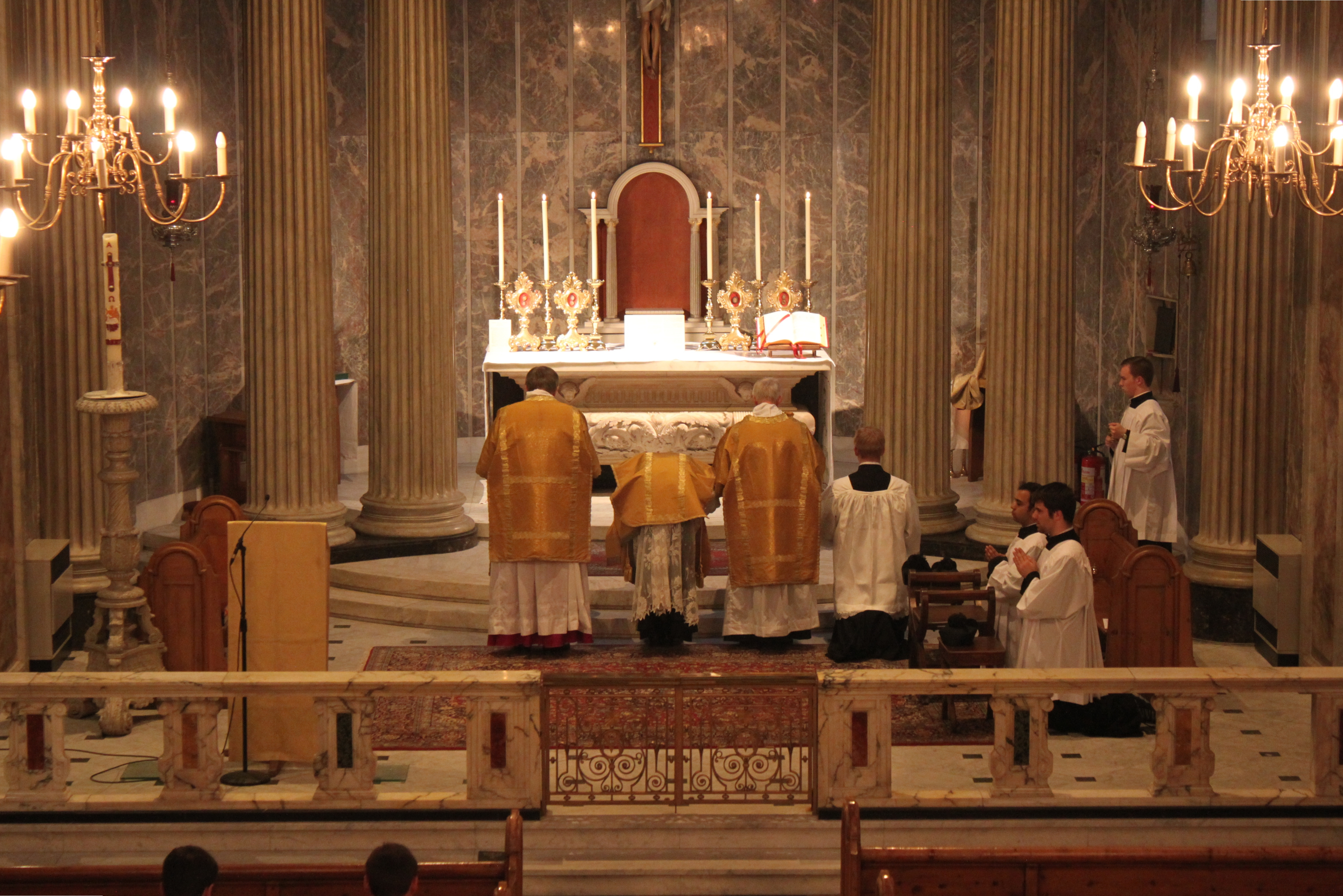
Akt pokuty w klasycznej formie rytu rzymskiego

Akt pokuty (łac. actus paenitentialis) – część obrzędów wstępnych mszy świętej. Składa się ona z czterech elementów: wezwania kapłana, chwili ciszy, formuły wyznania grzechów oraz konkluzji (zwanej absolucją), czyli prośby kierowanej przez kapłana w imieniu całej zgromadzonej wspólnoty o przebaczenie grzechów. Historycznie obrzęd ten wywodzi się z prywatnych modlitw przygotowujących do mszy odmawianych przez kapłana i usługujących u stopni ołtarza.
Mszał rzymski podaje trzy formy wyznania grzechów:
- spowiedź powszechna (Confiteor) – modlitwa w formie apologii, wywodząca się z Rzymu z prywatnej modlitwy papieża odmawianej w postawie prostracji przed ołtarzem. Z czasem pojawiły się w niej wezwania do świętych i trzykrotne bicie się w piersi.
- Forma dialogowana — składa się z dwóch par wezwań wziętych z Pisma Świętego  (Jl 2, 17; Ps 85, 8)
- Forma tropiczna — posiada formę litanijną, składa się z trzech wezwań zakończonych apostrofą Kyrie eleison.

W niedziele, szczególnie w okresie wielkanocnym, w miejsce aktu pokuty może się odbyć błogosławieństwo i pokropienie wodą święconą na pamiątkę chrztu.
W środę popielcową akt pokuty zastępowany jest przez obrzęd posypania głów popiołem, który sprawuje się po homilii. Akt pokuty pomija się, gdy mszę poprzedza procesja, a także przy sprawowaniu sakramentów chrztu i małżeństwa.
Według teologii katolickiej akt pokuty gładzi grzechy lekkie. Aby zgładzić grzechy ciężkie, konieczne jest przystąpienie do sakramentu pokuty.